# زیردریایی کلاس یو-۱۰۷
زیردریایی کلاس یو-۱۰۷ (به انگلیسی: U-107-class submarine) یک کلاس از زیردریایی است که طول آن ۲۲۸ فوت (۶۹ متر) می‌باشد.